# Thracophilus subterraneus
Thracophilus subterraneus är en mångfotingart som beskrevs av Karl Wilhelm Verhoeff 1943. Thracophilus subterraneus ingår i släktet Thracophilus och familjen trädgårdsjordkrypare.
Artens utbredningsområde är Bosnien. Inga underarter finns listade i Catalogue of Life.